# Frank Goyke
Frank Goyke (* 24. November 1961 in Rostock) ist ein deutscher Schriftsteller. Er schrieb auch drei Krimis unter dem Pseudonym Hans van Gulden.

## Leben
Goyke leistete nach dem Abitur seinen Wehrdienst in der NVA. Bereits während der Armeezeit veröffentlichte er erste Texte in der Literaturzeitschrift Temperamente und erhielt im Sommer 1981 in Schwerin den Förderpreis des 11. Zentralen Poetenseminars der FDJ. Von 1983 bis 1988 studierte er Theaterwissenschaften in Leipzig. Dort lernte er auch seinen Kommilitonen Oliver Schwarzkopf kennen, in dessen Verlagen (edition monade, Schwarzkopf & Schwarzkopf) er in den 1990er Jahren vorrangig veröffentlichte. 1993 übernahm er das Pseudonym Hans van Gulden, um die Reihe Berlin Crime von edition monade zu retten, nachdem der ursprüngliche Autor mit dem gezahlten Vorschuss verschwand.
Nach dem Studium arbeitete Goyke in Berlin als Redakteur der Temperamente und Lektor beim Verlag Neues Leben. Zugleich war er bis 1989 als IM für das Ministerium für Staatssicherheit tätig und machte dies auch bereits 1989 öffentlich. Von 1991 bis 1996 war er Dramaturg bei der von Jürgen Bonk geleiteten Berliner Off-Theatergruppe manufaktur b (seit 1994 als Theater Fürst Oblomov in der Novalisstraße in Mitte). Für das Theater schrieb er Stücke wie Crashkids, Kids & Sex & Drug ’n’ Roll und Unternehmen Green War. Seit 1997 ist er als freier Schriftsteller tätig.
Seit 1992 veröffentlicht Goyke vor allem Kriminalromane, darunter die zunächst in Leipzig, dann in Berlin spielende Serie um Hauptkommissar Dietrich Kölling, die (unter Pseudonym veröffentlichten) Krimis mit dem schwulen jüdischen Schriftsteller und Hobbyermittler Martin Roth als Hauptfigur und eine Reihe von historischen, im 14. bis 16. Jahrhundert spielenden Kriminalromanen für die Reihe Hansekrimis des Verlags Die Hanse der EVA. Seit 2008 veröffentlichte Goyke im be.bra verlag mehrere Bände einer Krimiserie, in der Theodor Fontane als Privatermittler agiert. Auch für die bei Hinstorff erscheinende Reihe Ostseekrimi schrieb er ab 2011. Dort erschien 2015 der erste Band einer geplanten Reihe historischer Krimis, in denen der Schriftsteller Fritz Reuter als Ermittler agiert. Neben seinen Krimis veröffentlichte Goyke auch Dokumentationen, Ratgeberliteratur sowie schwule Erotik in Sammelbänden wie Mein schwules Auge. Auch Wanderführer schreibt Goyke für den Berliner Bebra Verlag. So 2016 ein Buch über den Jakobsweg, 2019 veröffentlichte er den Wanderführer Wandern in Berlin und 2022 einen Winterwanderführer durch Brandenburg.
Bereits für seinen zweiten Kölling-Roman Grüße vom Boss wurde Goyke für den renommierten Krimipreis Glauser nominiert. Der sechste Band, Dummer Junge, toter Junge, erhielt 1996 den Marlowe der Raymond-Chandler-Gesellschaft als bester deutschsprachiger Kriminalroman.

## Privatleben
Frank Goyke lebt und arbeitet in Berlin.

## Werke
Dietrich-Kölling-Krimis
- Der kleine Pariser. edition monade, Leipzig 1992, ISBN 3-929130-02-2 (= Leipzig-Crime, Band 3). Nachdruck 1999 als Goldmann-Taschenbuch 44222.
- Grüße vom Boss. edition monade, Berlin 1992, ISBN 3-929139-11-1 / ISBN 3-929139-10-3 (= Berlin-Crime, Band 2). Nachdruck 1999 als Goldmann-Taschenbuch 44220, ISBN 3-442-44220-6.
  - Die ersten beiden Dietrich-Kölling-Romane erschienen auch in einem Sammelband Der kleine Pariser bei Schwarzkopf & Schwarzkopf, Berlin 1996, ISBN 3-89602-066-8 in geändertem, größerem Format.
- Schneller, höher, weiter. edition monade, Berlin 1993, ISBN 3-929139-14-6 (= Berlin-Crime, Band 5). Nachdruck 2000 als Goldmann-Taschenbuch 44215, ISBN 3-442-44215-X.
- Ruf doch mal an. edition monade, Berlin 1994, ISBN 3-929139-19-7 (= Berlin-Crime, Band 9).
- Tegeler Trauerspiel. Schwarzkopf & Schwarzkopf, Berlin 1994, ISBN 3-929139-23-5 (= Berlin-Crime, Band 13).
- Dummer Junge, toter Junge. Schwarzkopf & Schwarzkopf, Berlin 1995, ISBN 3-89602-042-0 (= Berlin-Crime, Band 18).
- Hexentanz. Schwarzkopf & Schwarzkopf, Berlin 1997, ISBN 3-89602-117-6.
- Höllenangst. berlin.krimi.verlag, Berlin 2002, ISBN 3-89809-016-7.
- Muttermord. Rotbuch, Hamburg 2006, ISBN 3-434-54060-1.

Martin-Roth-Krimis (unter dem Pseudonym „Hans van Gulden“)
- Schöne Bürger. edition monade, Berlin 1993, ISBN 3-929139-12-X (= Berlin-Crime, Band 3).
- Amok und Koma. edition monade, Berlin 1993, ISBN 3-929139-16-2 (= Berlin-Crime, Band 7).
- Mazze und Mensur. Schwarzkopf & Schwarzkopf, Berlin 1998, ISBN 3-89602-130-3.

Hansekrimis
- Balthazar Vrocklage ist verschwunden. Die Hanse, Hamburg 2001, ISBN 3-434-52800-8.
- Lüneburger Totentanz. Die Hanse, Hamburg 2003, ISBN 3-434-52805-9.
  - Die ersten beiden Hansekrimis erschienen auch zusammen als: Die Vrocklage-Saga. Die Hanse, Hamburg 2004, ISBN 3-434-52817-2.
- Tödliche Überfahrt. Die Hanse, Hamburg 2003, ISBN 3-434-52809-1.
- Der falsche Abt. Die Hanse, Hamburg 2004, ISBN 3-434-52814-8.
- Der Geselle des Knochenhauers. Die Hanse, Hamburg 2005, ISBN 3-434-52819-9 / ISBN 3-343-52819-9.
- Hexenfeuer. Die Hanse, Hamburg 2006, ISBN 3-434-52823-7.

Theodor-Fontane-Krimis
- Altweibersommer. Theodor Fontanes erster Fall. be.bra Verlag, Berlin 2008, ISBN 978-3-89809-511-2.
- Schneegestöber. Theodor Fontane und der Brudermord. be.bra Verlag, Berlin 2009, ISBN 978-3-89809-515-0.
- Nachsaison. Fontane und die Bettler von Neapel. be.bra Verlag, Berlin 2010, ISBN 978-3-89809-518-1.
- Hundstage. Theodor Fontane und der Tote im Walzwerk. be.bra Verlag, Berlin 2013, ISBN 978-3-89809-521-1.

Krimis mit Barbara Riedbiester und Jonas Uplegger
- Getreu bis in den Tod. Das Neue Berlin, Berlin 2000, ISBN 3-360-01220-8 (= DIE, Band 220).
- Mörder im Zug. Hinstorff, Rostock 2011, ISBN 978-3-356-01422-8.
- Mörder im Gespensterwald. Hinstorff, Rostock 2012, ISBN 978-3-356-01483-9.
- Mörder im Chat. Hinstorff, Rostock 2014, ISBN 978-3-356-01574-4.
- Mörder im Hansaviertel. Hinstorff, Rostock 2018, ISBN 978-3-356-02348-0
- Rostock ermittelt – Dunkle Tiefe. Hinstorff, Rostock 2025, ISBN 978-3-356-02506-4.

Fritz Reuter Krimis
- Doppelmord. Fritz Reuters erster Fall. Hinstorff, Rostock 2015, ISBN 978-3-356-01903-2.
- Das Lübecker Komplott. Fritz Reuters zweiter Fall. Hinstorff, Rostock 2017. ISBN 978-3-356-02124-0.
- Napoli am alten Strom: Fritz Reuters dritter Fall. Hinstorff, Rostock 2019. ISBN 978-3-356-02250-6.

Ermittler Jasper Akkermann
- Saat der Wut. Jaron Verlag, Berlin 2023, ISBN 978-3-89773-892-8.

Weitere Belletristik
- Knaben Liebe. Schwarzkopf & Schwarzkopf, Berlin 1995, ISBN 3-89602-035-8.
- Felix, mon amour. Schwarzkopf & Schwarzkopf, Berlin 1996, ISBN 3-89602-054-4.
- (mit Torsten Schulz) Daniels Strafe. Das Neue Berlin, Berlin 1996, ISBN 3-359-00829-4 (= DIE, Band 195).
- (Kettenroman mit zahlreichen anderen Autoren) Eine böse Überraschung. 24 Autoren für 24 Tage. Rowohlt-Taschenbuch-Verlag, Reinbek 1998, ISBN 3-499-43296-X (= rororo 43296)
- Heldenschlacht. Rake-Verlag, Kiel 2001, ISBN 3-931476-32-4.
- Fersengeld. Die Hübschlerin und der Tod des Kaufmanns. berlin.krimi.verlag, Berlin 2004, ISBN 3-89809-029-9.

Kurzgeschichten in Anthologien
- Der Wachmann und das Mädchen. In: Berlin noir. S-Bahn-Geschichten. Rotbuch, Hamburg 1997, ISBN 3-88022-433-1 (andere Beiträge von Bärbel Balke, Thea Dorn, Heiner Lau und Carl Wille).
- Wut und Zärtlichkeit des Meeres. In: Samtnächte. Geschichten von Liebe und Kerzenschein. Knaur, München 2000, ISBN 3-426-61845-1.
- Geburt und Sterben im Tierreich. In: Kaltblütige Steinböcke. Astrokrimis. Ullstein, Berlin 2001, ISBN 3-548-25183-8.
- Happy Birthday. In: Queer Crime. Lesbisch-schwule Krimigeschichten. Querverlag, Berlin 2002, ISBN 3-89656-076-X.
- Das Yu Men Gu An von Ottendorf. In: Passion criminelle. Erotische Krimis mit Schuss. Europa-Verlag, Hamburg 2003. ISBN 3-203-79202-8.

Sachbücher
- (Hrsg. mit Andreas Sinakowski) Jetzt wohin? Deutsche Literatur im deutschen Exil. Gespräche und Texte. UVB Ackerstraße, Berlin 1990, ISBN 3-86172-001-9.
- (mit Andreas Sinakowski) Das Verhör. Basisdruck, Berlin 1991, ISBN 3-86163-018-4 (= Basis-Druck-Zeitgeschichten, Band 3).
- Al Bundy. „Eine schrecklich nette Familie“. Das große Buch für Fans. Schwarzkopf und Schwarzkopf, Berlin 1997, ISBN 3-89602-118-4.
- (mit Andreas Schmidt) Horst Schimanski. „Tatort“ mit Götz George. Das große Buch für Fans. Schwarzkopf & Schwarzkopf, Berlin 1997, ISBN 3-89602-131-1.
- (mit Andreas Schmidt) Der Oscar Wilde von Schwerin. Die Chronik der Pornoaffäre Sebastian Bleisch. Schwarzkopf & Schwarzkopf, Berlin 1998, ISBN 3-89602-145-1.
- Klarkommen mit dem Einkommen. Private Haushalts- und Kreditplanung. Orell Füssli, Zürich 2000, ISBN 3-280-02646-6.
- Das Lexikon rund ums Geld. Was die Welt im Innersten zusammenhält – ein universelles und allgemeinverständliches Nachschlagewerk. Schwarzkopf & Schwarzkopf, Berlin 2001, ISBN 3-89602-288-1.
- (mit Markus Karg) Die Ärzte: Ein überdimensionales Meerschwein frisst die Erde auf. Die Biografie der besten Band der Welt. Schwarzkopf & Schwarzkopf, Berlin 2001, ISBN 3-89602-369-1.
- Geld – und wie man sich davon trennt. EVA, Hamburg 2002, ISBN 3-434-50535-0.
- (mit Christian Graf) Didi Zill: Neue Deutsche Welle. Fotografien aus den achtziger Jahren. Schwarzkopf & Schwarzkopf, Berlin 2003, ISBN 3-89602-405-1.

Wanderführer
- Auf dem Jakobsweg durch Brandenburg. Von Nord nach Süd. Bebra Verlag, Berlin 2016, ISBN 978-3-861-24693-0
- Wandern in Berlin – Auf den schönsten Wegen durch die Stadt. Bebra Verlag, Berlin 2019, ISBN 978-3-814-80240-4
- Winterliches Brandenburg: Die schönsten Ziele für Spaziergänge und Wanderungen. Bebra Verlag, Berlin. ISBN 978-3-861-24757-9

Übersetzungen
- Richard Busch & Norma Liu: Peking Connection. Schwarzkopf & Schwarzkopf, Berlin 1998, ISBN 3-89602-129-X.